# Puente la Reina
Puente la Reina (en basc i cooficial Gares) és un municipi de Navarra, situat a la comarca de Puente la Reina a 24 km de Pamplona, que té 2.546 habitants (INE 2004) i 39,7 km² de superfície. Limita amb Belaskoain i Zabaltza al nord, amb Mendigorria al sud, amb Guirguillano, Mañeru i Artazu a l'oest, i Obanos i Legarda a l'est.
Està composta pels barris de Santiago, la Población, San Pedro, Zubiurrutia, Aloa. Desarrollos modernos en Zabalzagain, Nekeas i la Fuente de la Grana. El seu alcalde és Fidel Aracama Azcona, de l'Agrupación Puentesina. És un lloc de pas del Camí de Sant Jaume a Navarra com ho demostra l'important pont que dona nom a la localitat.
Molt a la vora, seguint el Camí de Sant Jaume, hi ha l'església romànica de Santa Maria d'Eunate. El 1823 hi va néixer Emilio Arrieta, compositor d'òpera i sarsuela.

## Demografia
| Evolució demogràfica                                       | Evolució demogràfica | Evolució demogràfica | Evolució demogràfica | Evolució demogràfica | Evolució demogràfica | Evolució demogràfica | Evolució demogràfica | Evolució demogràfica | Evolució demogràfica | Evolució demogràfica |
| 1996                                                       | 1998                 | 1999                 | 2000                 | 2001                 | 2002                 | 2003                 | 2004                 | 2005                 | 2006                 | 2007                 |
| ---------------------------------------------------------- | -------------------- | -------------------- | -------------------- | -------------------- | -------------------- | -------------------- | -------------------- | -------------------- | -------------------- | -------------------- |
| 2 120                                                      | 2 094                | 2 254                | 2 276                | 2 345                | 2 463                | 2 520                | 2 546                | 2 611                | 2 630                | 2 663                |
| Fonts: Puente la Reina i Institut d'Estadística de Navarra |                      |                      |                      |                      |                      |                      |                      |                      |                      |                      |

## Administració
| Any elecció | Alcades                 | Partit Polític             |
| ----------- | ----------------------- | -------------------------- |
| 1979 - 1987 | Feliciano Vélez Medrano | Agrupación Puentesina      |
| 1987 - 1991 | Antonio Martínez Lautre | Agrupación Ximénez de Rada |
| 1991 - 1995 | Xabier Vélez            | Herri Batasuna             |
| 1995 - 1996 | Carmen Etayo            | Agrupación Puentesina      |
| 1997 - 1999 | Xabier Vélez            | Herri Batasuna             |
| 1999 - 2003 | Eva Erro Ochoa          | Agrupación Ximénez de Rada |
| 2003 - 2007 | Eva Erro Ochoa          | Agrupación Ximénez de Rada |
| 2007 - 2011 | Feliciano Vélez         | Agrupación Puentesina      |
| 2011 -      | Fidel Aracama Azcona    | Agrupación Puentesina      |